# Elaeocarpus serratus
Elaeocarpus serratus är en tvåhjärtbladig växtart som beskrevs av Carl von Linné. Elaeocarpus serratus ingår i släktet Elaeocarpus och familjen Elaeocarpaceae. Utöver nominatformen finns också underarten E. s. weibelii.